# Serie 140-2505 a 2526 de Renfe
La serie 140-2068 a 2471 de RENFE fue un conjunto de locomotoras de vapor procedentes de la antigua serie 101 a 122 de la Compañía del Ferrocarril Santander-Mediterráneo. Estuvieron en servicio varias décadas, adscritas principalmente a la línea Calatayud-Cidad Dosante y al depósito de Soria-Cañuelo. En la actualidad no se conserva ningún ejemplar.

## Historia
Hacia mediados de la década de 1920 la Compañía del Ferrocarril Santander-Mediterráneo encargó a la factoría Babcock & Wilcox la fabricación de una serie de locomotoras inspiradas en la serie 400 de la compañía «Norte» para su nueva nueva línea férrea. Se construyeron 22 locomotoras en varios lotes entre 1927 y 1929, siendo numeradas como la serie 101 a 122 de SM. Las locomotoras pronto se demostraron muy aptas para la línea. Durante la década de 1930 algunas máquinas llegaron a ser alquiladas por la Compañía del Ferrocarril Central de Aragón para que sirvieran en su red durante las campañas naranjeras.
En 1941 las locomotoras pasaron a manos de RENFE, donde constituyeron la serie 140-2505 a 2526. A lo largo de su historial operativo estuvieron adscritas al depósito de locomotoras de la estación de Soria-Cañuelo y operaron principalmente en la línea Calatayud-Cidad Dosante, aunque en tiempos de RENFE también llegaron a servir en la línea Torralba-Soria. La serie se mantuvo en servicio al completo hasta 1967, cuando comenzó a ser enviada al desguace.